# 三朝庵
三朝庵（さんちょうあん）は、東京都新宿区馬場下町の早稲田大学近くにあった蕎麦店。創業は、1906年であるが、前身となった「平野庵」は江戸時代に起源が遡るとされる。早稲田大学近傍の有名店のひとつであったが、2018年7月31日に閉店した。
カツオ出汁で煮、卵でとじるカツ丼の発祥の店とされるほか、カレーうどん、カレー南蛮を創案した店でもあるともいわれる。
早稲田大学との結び付きも強く、「早稲田の関係者なら誰もが知っている」と評されていた。

## 歴史
もともと日本橋近くで5代続いた雑貨屋の6代目として生まれた加藤朝治郎は、1874年に商売替えをして、小石川後楽園近くに蕎麦店「三河屋」を開業した。1906年、朝治郎は、場所を変え、当地にあった蕎麦店「平野庵」から道具類を引き継ぎ、店舗の地主で家主でもあった大隈重信と店の賃貸借契約を結んで「三朝庵」を開店した。店名は、「三河屋」の「三」、「朝治郎」の「朝」に由来するという。大隈家では、しばしば来客に三朝庵の蕎麦を振る舞ったといい、三朝庵は創業時から「大隈家御用達」の看板を掲げていた。これは、選挙の際に対立候補の運動員が辺りに入ってこないよう牽制しようとした大隈の狙いもあったようである。三朝庵には、大隈家専用の重箱が用意されていた。
後に加藤家は、大隈家から土地を取得した。当時の店があった場所は、現在の馬場下町交差点の中央部に近かったとされるが、さらに後、道路の拡幅に伴って敷地は北東に移動した。
1918年、宴会のために肉屋から仕入れたトンカツが、宴会のキャンセルで大量に余り、冷めたトンカツの処理に朝治郎が苦慮していたところ、常連客だった学生が玉子丼のようにしてはと提案し、朝治郎はトンカツを卵でとじる丼物を作り上げ、これがカツ丼の起源となったという。
また、カレーうどん、カレー南蛮は、カレー店に客足を奪われたときに、対抗して生み出されたメニューであったという。女将の話によると、新しいもの好きの朝治郎が、何か新しい物はできないかと、材料屋である杉本商店に持ちかけたのが始まりである。当時、三朝庵は、近衛騎兵連隊将校集会所となっており、2階の座敷でしばしば宴会が催されていたが、当時まだ新しい食べ物であったカレーを使ったメニューは、将校たちの間でも好まれていたという。
第二次世界大戦中には、戦災により店舗は焼失したが、地下室は無事であった。
戦後、再び木造2階建で再建され、2階の座敷は引き続き宴会などに利用された。2階を溜まり場にしていた雄弁会の学生たちの中からは、後に多くの政治家が輩出した。
道路の拡幅移転を経て、1987年に新築された三朝庵ビルに入った後は、座敷はなくなって店舗は1階だけとなったが、店の入口脇には「元近衛騎兵連隊御用/元大隈家御用」の看板が掲げられ、のれんには「早稲田最老舗」と染め抜かれていた。
閉店に際して、事前には告知などは行われておらず、閉店を告げる貼り紙は閉店後に貼り出された。

## 歴代店主
- 初代店主 加藤朝治郎
- 2代店主 加藤鷹久[2]
- 4代店主 加藤久武[7]
  - 4代女将 加藤峯子[2]
- 5代店主 加藤浩志[11]

## 三朝庵が登場する作品
- 井伏鱒二 『早稲田の森』 新潮社、1971年